# Islàndia al Festival de la Cançó d'Eurovisió
Islàndia ha participat en el Festival de la Cançó d'Eurovisió des de 1986, excepte en les edicions de 1998 i 2002, quan no va poder competir a causa dels baixos resultats obtinguts els anys anteriors. El seu millor resultat són els següents segons llocs: en 1999, amb Selma; i en 2009, amb Yohanna.
Des de la introducció de les semifinals en 2004, Islàndia no ha aconseguit classificar-se per a la final en set ocasions, inclosos els quatre últims anys. Fins 2018, Islàndia és l'únic país nòrdic que no ha guanyat encara el Festival d'Eurovisió; i, juntament amb Lituània, l'únic d'Europa septentrional.
En tan sols 6 ocasions, Islàndia ha aconseguit estar en el TOP-10 dins de la gran final, d'un total de 32 participacions.

## Història
Durant els primers anys, Islàndia no va aconseguir superar la setzena posició fins a l'any 1990, quan el país va obtenir la quarta posició, per darrere d'Itàlia, França i Irlanda. El país no ha guanyat el festival, però va estar molt a prop en 1999 i 2009. La primera ocasió es va produir quan la cançó de Selma, «All Out of Luck», va ser tan sols superada per Suècia, representada per Charlotte Nilsson, al final de la ronda de votacions. En l'edició de 2009, la representant islandesa va obtenir de nou la segona posició. El noruec Alexander Rybak va guanyar el festival amb el rècord de puntuació de la història del festival fins al moment, amb 387 vots. Aquest resultat estava molt per sobre de l'aconseguit per Yohanna que, a pesar de presentar una gran balada, va obtenir 218 punts. No obstant això, en referència a la puntuació, és el millor resultat fins avui dels representants islandesos.
Islàndia ha acabat en últim lloc dues vegades, obtenint 0 punts en 1989 i amb només 3 punts en 2001. Destaquen les repeticions de participació de diversos cantants per Islàndia: Sigríður Beinteinsdóttir ha participat tres vegades (1990, 1992 i 1994), Selma Björnsdóttir ha participat dues vegades (1999 i 2005), i Eiríkur Hauksson, altres 2 (com a membre de la banda ICY en 1986 i com a solista en 2007).
En 2008, els representants van ser els components del grup Euroband. A pesar del fet que la cançó estava entre les favorites, finalment es va haver de conformar amb la 14a posició per darrere de Portugal i per davant de Dinamarca. En 2009, Islàndia va aconseguir guanyar la seva semifinal, però va haver de conformar-se posteriorment amb el segon lloc en la gran final.
El següent any, 2010, van triar la cantant Hera Björk, coneguda per fer alguns treballs sobre Islàndia en Eurovisió (va participar en el videoclip de Selma en 1999 i va participar com a corista en 2008 i 2009. Aquesta va actuar en la primera semifinal, on va rebre la tercera posició amb 123 punts. En la final, malgrat el seu bon resultat en la semifinal, va obtenir la 19a posició amb 41 punts, per davant dels amfitrions, Noruega, i per darrere dels lusitans. En l'edició de 2011 van ser representats pel grup Sigurjón's Friends, un grup format per rendir tribut a l'intèrpret original del tema, Sigurjón Brink, mort poc abans del Söngvakeppni Sjónvarpsins. Van passar a la final amb una quarta posició i 100 punts. No obstant això, en la final van obtenir-ne la vintena amb 61 punts.
En Festival d'Eurovisió 2012, celebrat a Bakú, van ser representats per Gréta Salóme i Jónsi. Malgrat el pronosticat per les enquestes, i del resultat de la semifinal (8è lloc i 75 punts), en la final van obtenir un pobre vintè lloc, amb 46 punts. L'any 2013, Eyþór Ingi va representar el seu país quedant 6è en la semifinal i 17è en la final de Malmö. En 2014, Pollapönk, va aconseguir ser 8è en la semifinal i 15è en la gran final de Copenhaguen.
En Festival d'Eurovisió 2015, va ser enviada María Ólafsdóttir i el tema «Unbroken» va aconseguir el quinzè lloc en la seva semifinal, amb 14 punts, fet que va trencar una ratxa de set classificacions seguides a la final. Així mateix, des de llavors, Islàndia no ha aconseguit classificar-se de nou, ja que va obtenir un catorzè lloc en 2016, un quinzè en 2017 i un dinovè en 2018, amb Gréta Salóme, Svala i Ari Ólafsson com a representants, respectivament.
En 2019, va representar el país el grup Hatari, una banda performance de tecno i punk rock que acostuma a vestir amb una indumentària BDSM. Aquesta es declara anticapitalista i propalestina, de fet, en la final d'Eurovisió van mostrar una bandera de Palestina mentre rebien la puntuació del televot, cosa que va despertar gran controvèrsia. Hatari, amb el tema «Hatrið mun sigra» (en català, l'odi prevaldrà), va quedar en 10a posició amb 232 punts.

## Participacions
Llegenda
| Any                         | Seu         | Artista                 | Cançó                   | Final                | Punts                | Semifinal                   | Punts                       |
| --------------------------- | ----------- | ----------------------- | ----------------------- | -------------------- | -------------------- | --------------------------- | --------------------------- |
| 1986                        | Bergen      | ICY                     | «Gleðibankinn»          | 16                   | 19                   | No va haver-hi semifinals   | No va haver-hi semifinals   |
| 1987                        | Brussel·les | Halla Margrét           | «Hægt og hljótt»        | 16                   | 28                   | No va haver-hi semifinals   | No va haver-hi semifinals   |
| 1988                        | Dublín      | Beathoven               | «Þú og þeir (Sókrates)» | 16                   | 20                   | No va haver-hi semifinals   | No va haver-hi semifinals   |
| 1989                        | Lausana     | Daníel Ágúst Haraldsson | «Það sem enginn sér»    | 22                   | 0                    | No va haver-hi semifinals   | No va haver-hi semifinals   |
| 1990                        | Zagreb      | Stjórnin                | «Eitt lag enn»          | 4                    | 124                  | No va haver-hi semifinals   | No va haver-hi semifinals   |
| 1991                        | Roma        | Stefán & Eyfi           | «Draumur um nínu»       | 15                   | 26                   | No va haver-hi semifinals   | No va haver-hi semifinals   |
| 1992                        | Malmö       | Heart 2 Heart           | «Nei iða já»            | 7                    | 80                   | No va haver-hi semifinals   | No va haver-hi semifinals   |
| 1993                        | Millstreet  | Inga                    | «Þá veistu svarið»      | 13                   | 42                   | Kvalifikacija za Millstreet | Kvalifikacija za Millstreet |
| 1994                        | Dublín      | Sigga                   | «Nætur»                 | 12                   | 49                   | No va haver-hi semifinals   | No va haver-hi semifinals   |
| 1995                        | Dublín      | Bo Halldórsson          | «Núna»                  | 15                   | 31                   | No va haver-hi semifinals   | No va haver-hi semifinals   |
| 1996                        | Oslo        | Anna Mjöll              | «Sjúbídú»               | 13                   | 51                   | 10                          | 59                          |
| 1997                        | Dublín      | Paul Oscar              | «Minn hinsti dans»      | 20                   | 18                   | No va haver-hi semifinals   | No va haver-hi semifinals   |
| No hi va participar en 1998 |             |                         |                         |                      |                      |                             |                             |
| 1999                        | Jerusalem   | Selma                   | «All out of luck»       | 2                    | 146                  | No va haver-hi semifinals   | No va haver-hi semifinals   |
| 2000                        | Estocolm    | August & Telma          | «Tell me!»              | 12                   | 45                   | No va haver-hi semifinals   | No va haver-hi semifinals   |
| 2001                        | Copenhaguen | Two Tricky              | «Angel»                 | 22                   | 3                    | No va haver-hi semifinals   | No va haver-hi semifinals   |
| No hi va participar en 2002 |             |                         |                         |                      |                      |                             |                             |
| 2003                        | Riga        | Birgitta                | «Open your heart»       | 8                    | 81                   | No va haver-hi semifinals   | No va haver-hi semifinals   |
| 2004                        | Istanbul    | Jónsi                   | «Heaven»                | 19                   | 16                   | Top 11 de l'any anterior    | Top 11 de l'any anterior    |
| 2005                        | Kíev        | Selma                   | «If I had your love»    | No es va classificar | No es va classificar | 16                          | 52                          |
| 2006                        | Atenes      | Silvía Night            | «Congratulations»       | No es va classificar | No es va classificar | 13                          | 62                          |
| 2007                        | Hèlsinki    | Eiríkur Hauksson        | «Valentine lost»        | No es va classificar | No es va classificar | 13                          | 77                          |
| 2008                        | Belgrad     | Euroband                | «This is my life»       | 14                   | 64                   | 8                           | 68                          |
| 2009                        | Moscou      | Yohanna                 | «Is it true?»           | 2                    | 218                  | 1                           | 174                         |
| 2010                        | Oslo        | Hera Björk              | «Je ne sais quoi»       | 19                   | 41                   | 3                           | 123                         |
| 2011                        | Düsseldorf  | Sigurjón's Friends      | «Coming home»           | 20                   | 61                   | 4                           | 100                         |
| 2012                        | Bakú        | Gréta Salóme & Jónsi    | «Never forget»          | 20                   | 46                   | 8                           | 75                          |
| 2013                        | Malmö       | Eyþór Ingi              | «Ég á líf»              | 17                   | 47                   | 6                           | 72                          |
| 2014                        | Copenhaguen | Pollapönk               | «No prejudice»          | 15                   | 58                   | 8                           | 61                          |
| 2015                        | Viena       | Maria Ólafsdóttir       | «Unbroken»              | No es va classificar | No es va classificar | 15                          | 14                          |
| 2016                        | Estocolm    | Gréta Salóme            | «Hear them calling»     | No es va classificar | No es va classificar | 14                          | 51                          |
| 2017                        | Kíev        | Svala                   | «Paper»                 | No es va classificar | No es va classificar | 15                          | 60                          |
| 2018                        | Lisboa      | Ari Ólafsson            | «Our choice»            | No es va classificar | No es va classificar | 19                          | 15                          |
| 2019                        | Tel-Aviv    | Hatari                  | «Hatrið mun sigra»      | 10                   | 232                  | 3                           | 221                         |
| 2020                        | Rotterdam   | Daði & Gagnamagnið      | «Think About Things»    | Festival cancel·lat  | Festival cancel·lat  | Festival cancel·lat         | Festival cancel·lat         |
| 2021                        | Rotterdam   | Daði & Gagnamagnið      | «10 Years»              | 4                    | 378                  | 2                           | 288                         |
| 2022                        | Torí        | Systur                  | «Með hækkandi sól»      | 23                   | 20                   | 10                          | 103                         |
| 2023                        | Liverpool   | Diljá Pétursdóttir      | «Power»                 | No es va classificar | No es va classificar | 11                          | 44                          |
| 2024                        | Malmö       | Hera Björk              | «Scared of Heights»     | No es va classificar | No es va classificar | 15                          | 3                           |
| 2025                        | Basilea     | Væb                     | «Róa»                   | 25                   | 33                   | 6                           | 97                          |

## Galeria d'imatges

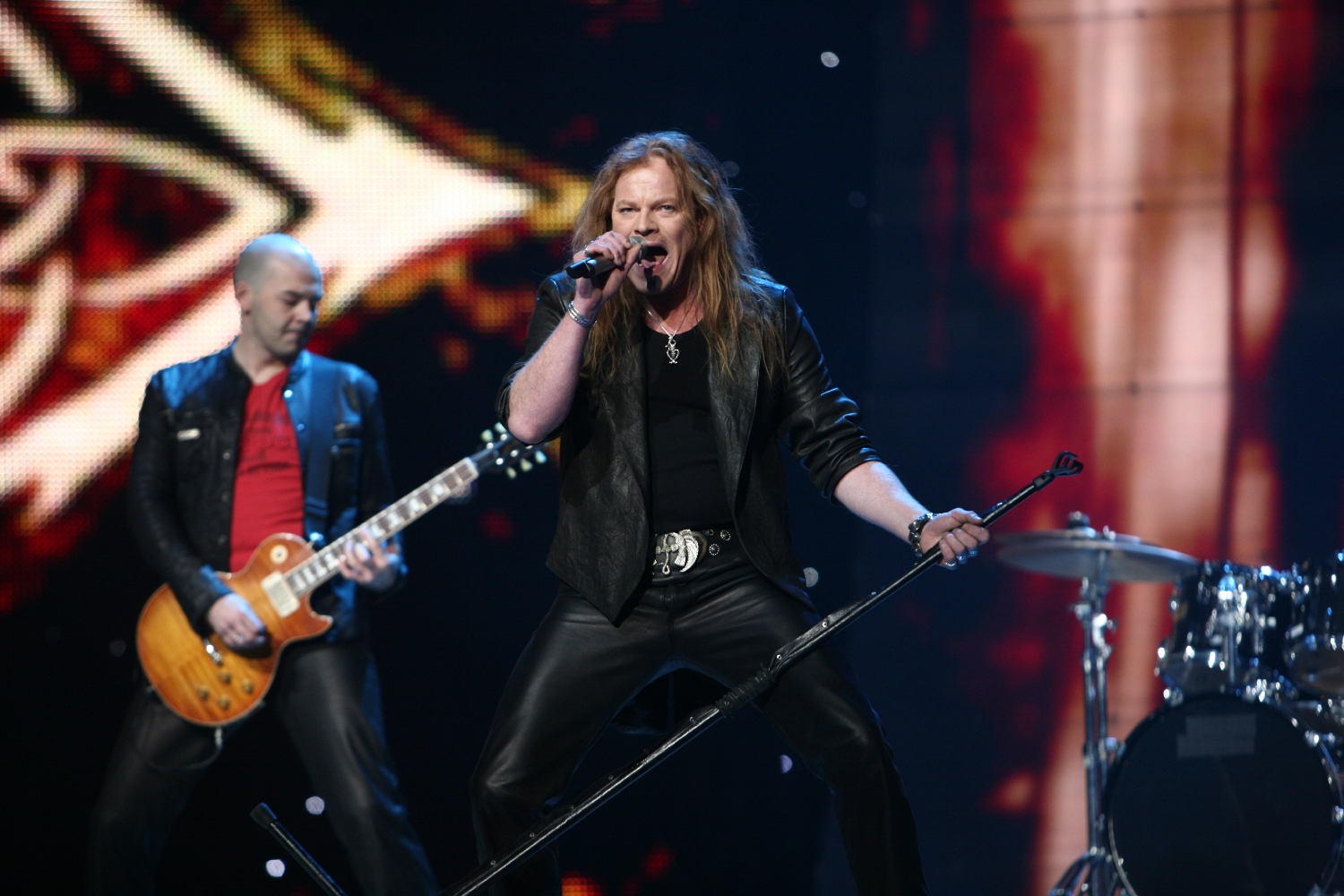
Eiríkur Hauksson a Hèlsinki (2007)
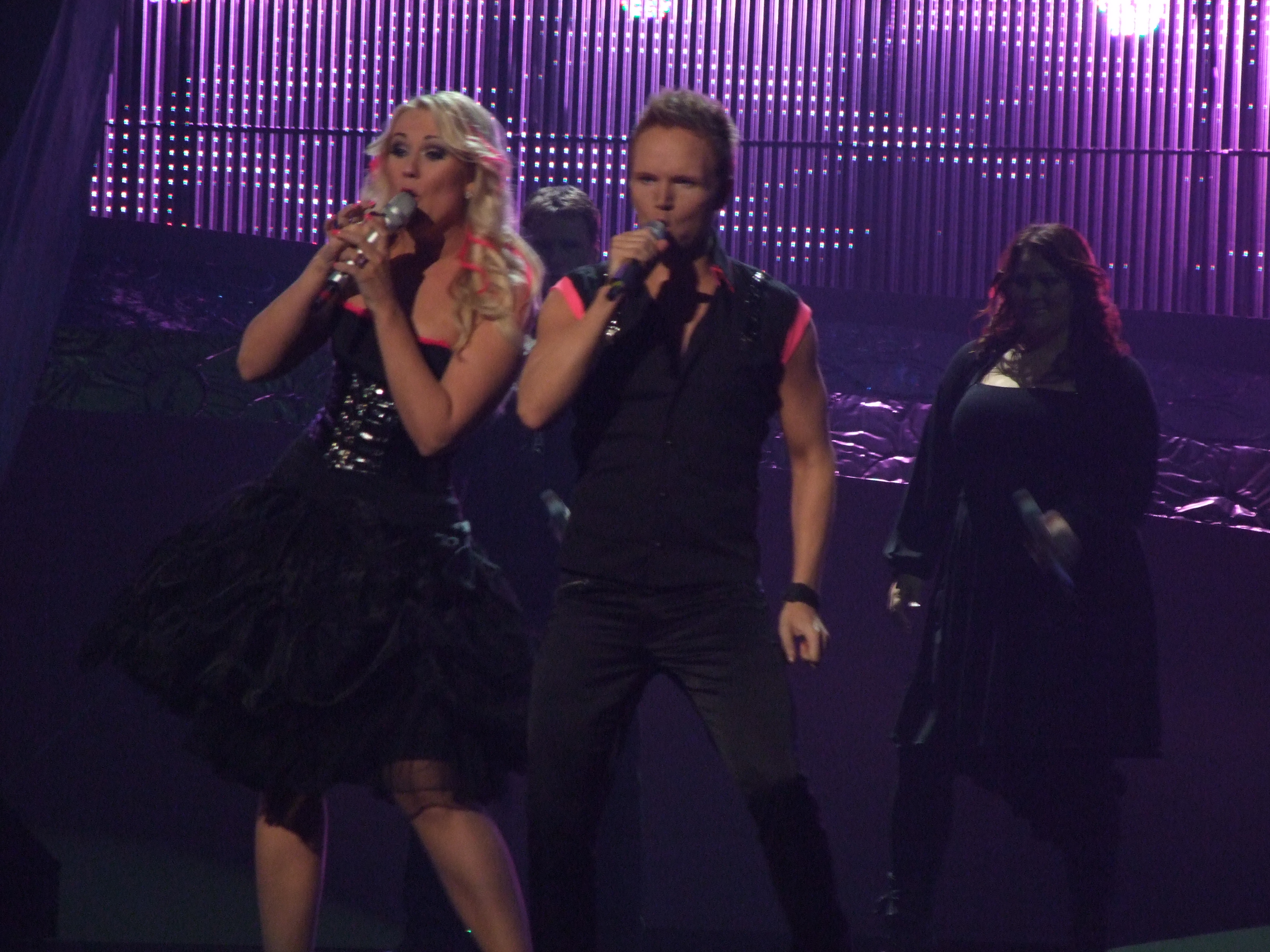
Euroband a Belgrad (2008)
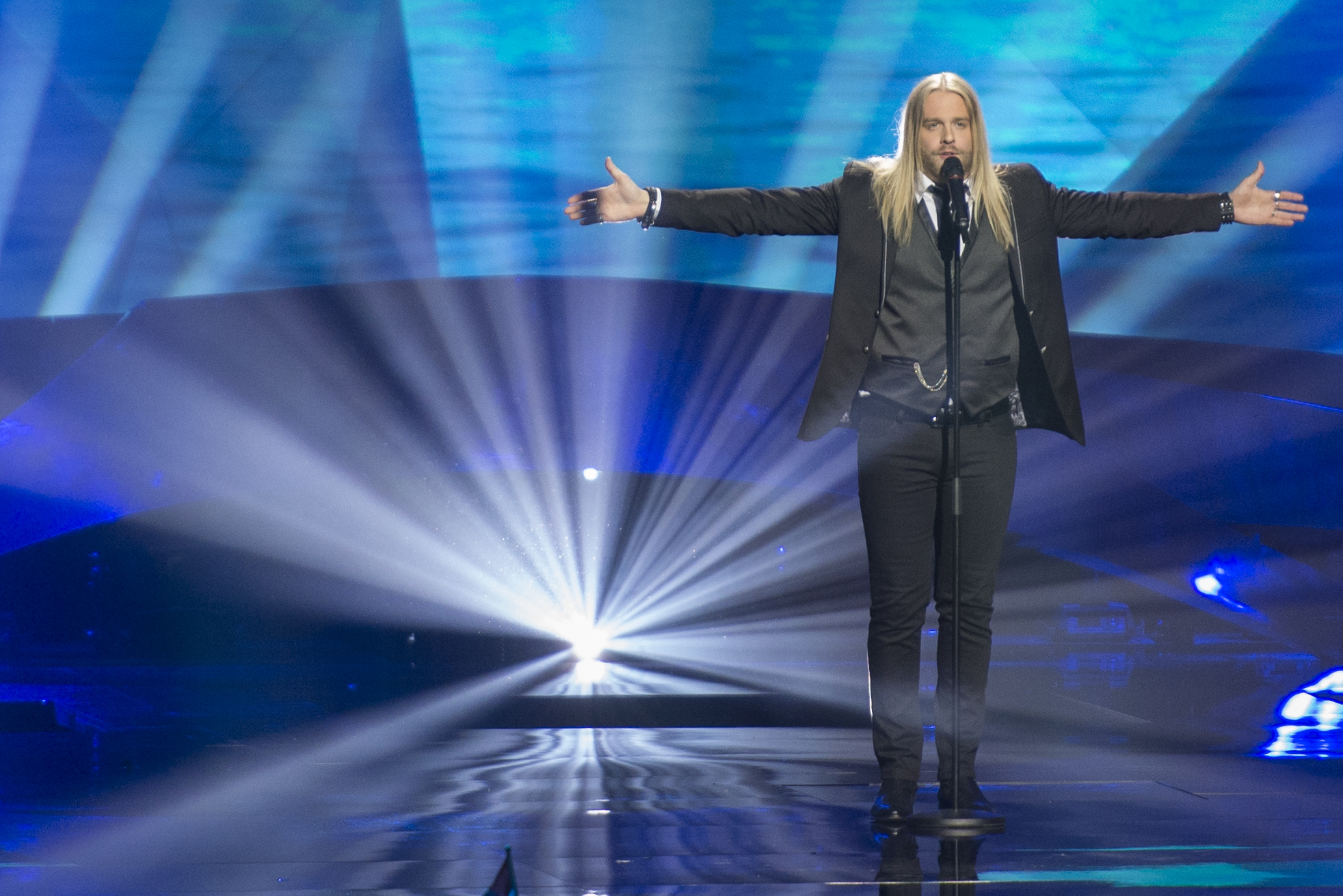
Eyþór Ingi a Malmö (2013)
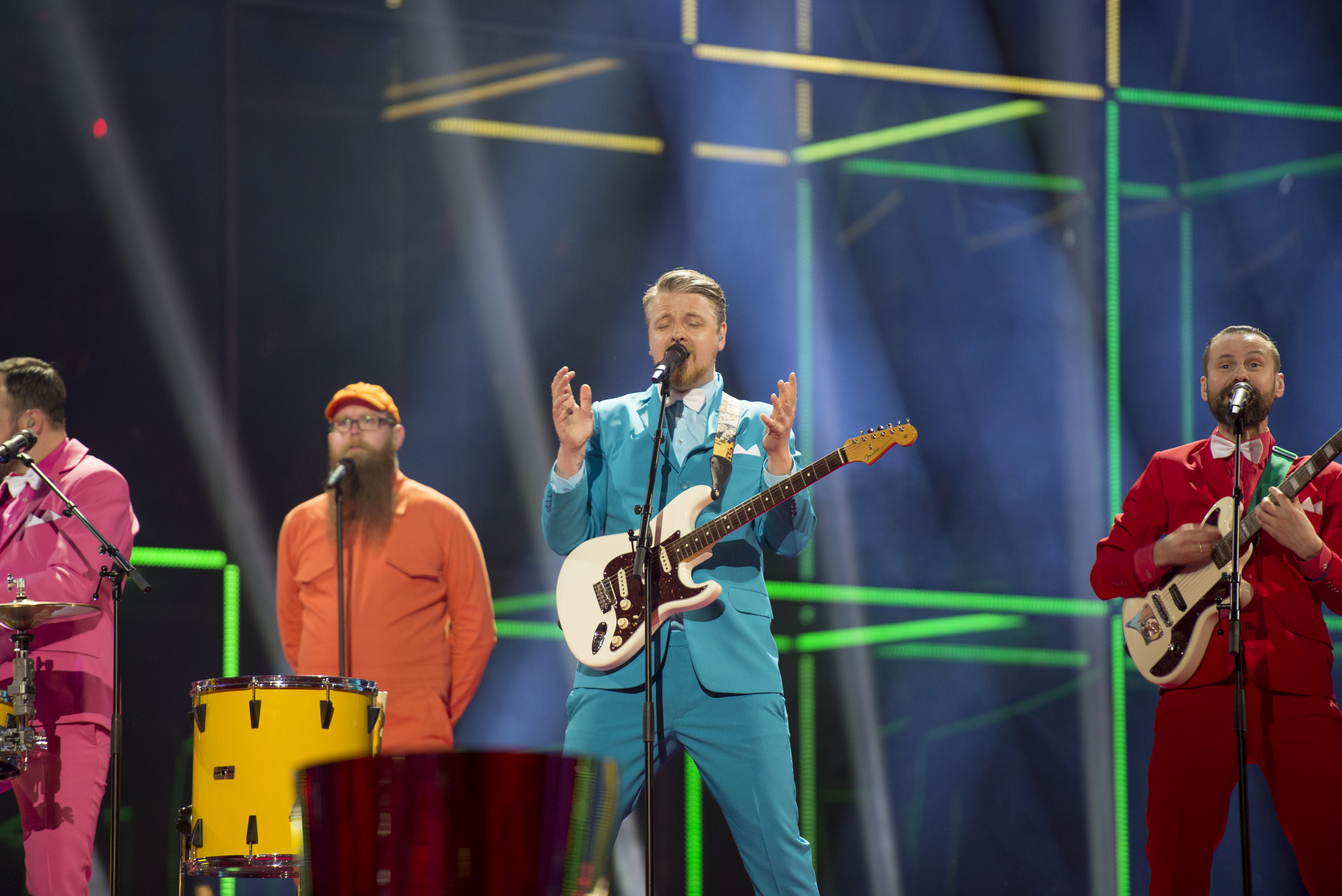
Pollapönk a Copenhaguen (2014)
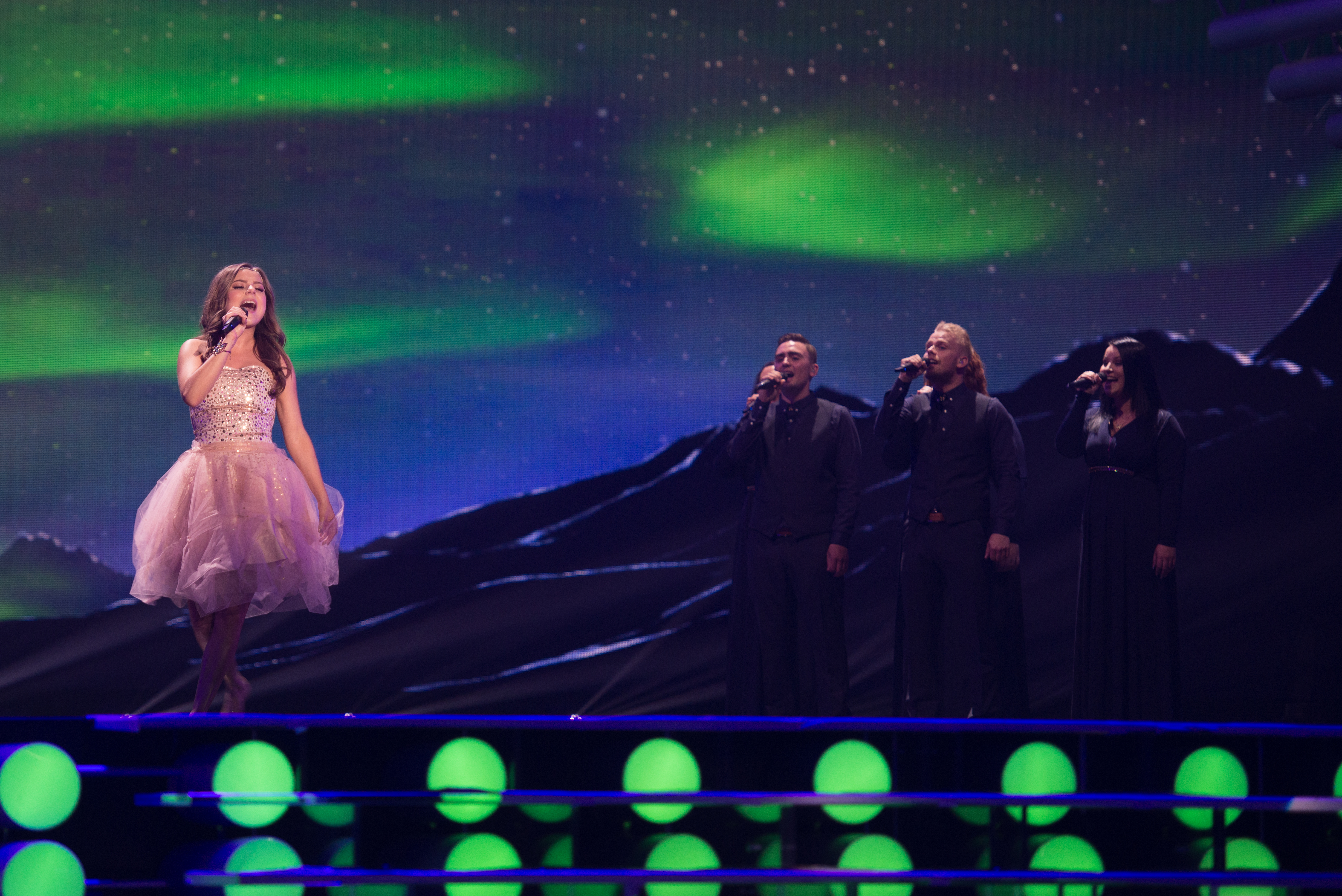
Maria Ólafsdóttir a Viena (2015)
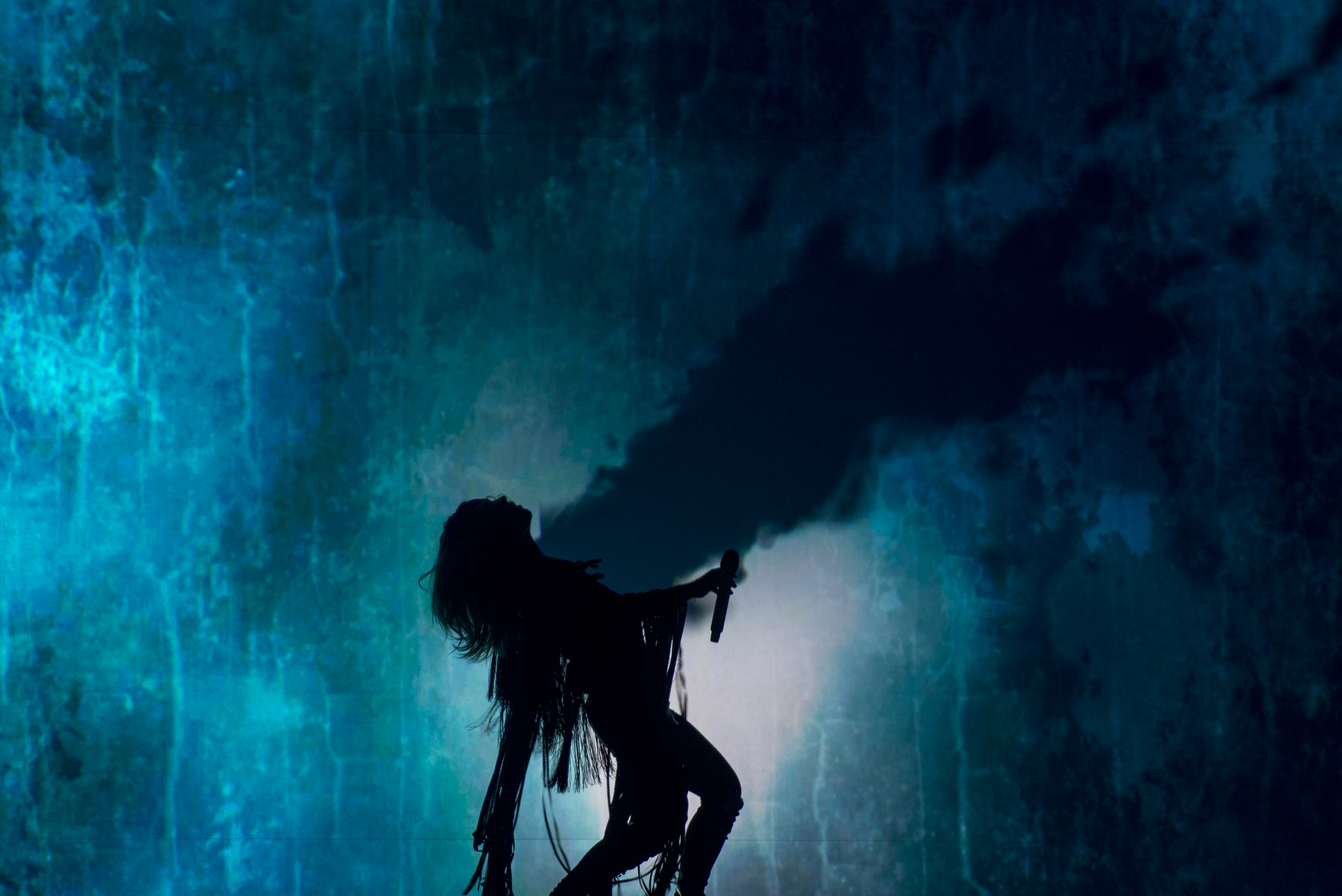
Gréta Salóme a Estocolm (2016). També representà Islandia al Festival de 2012 amb Jónsi
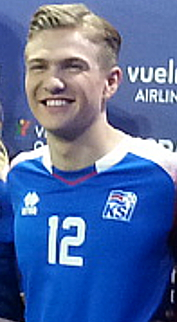
Ari Ólafsson a Lisboa (2018).
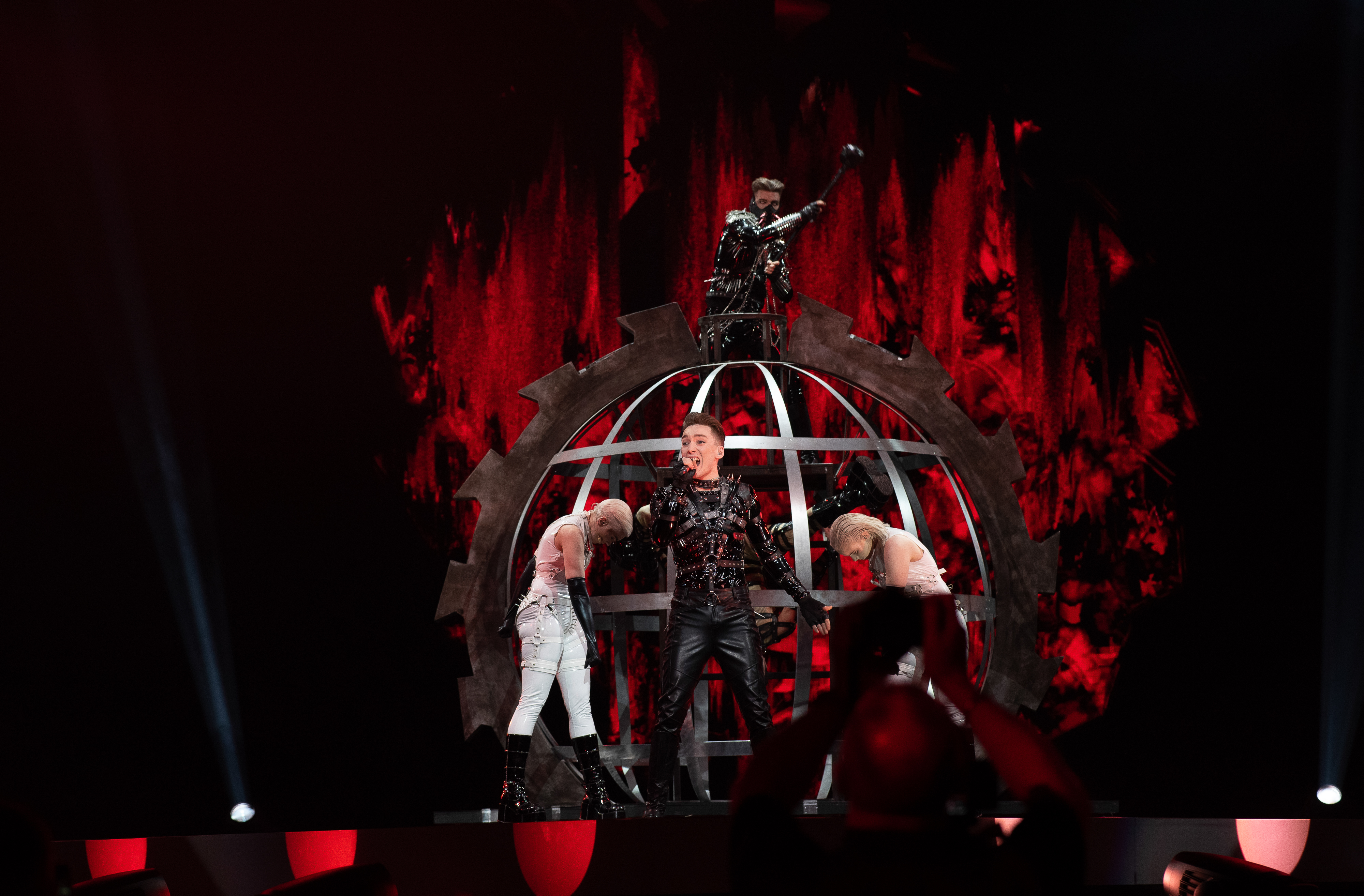
Hatari a Tel-Aviv (2019).